# Quéménéven
Quéménéven är en kommun i departementet Finistère i regionen Bretagne i västra Frankrike. Kommunen ligger i kantonen Châteaulin som tillhör arrondissementet Châteaulin. År 2022 hade Quéménéven 1 116 invånare.

## Befolkningsutveckling
Antalet invånare i kommunen Quéménéven
Referens:INSEE